# شاين اندروز
شاين اندروز (بالإنجليزية: Shane Andrews) هو لاعب كرة قاعدة أمريكي، ولد في 28 أغسطس 1971 في دالاس في الولايات المتحدة.

## وصلات خارجية
- شاين اندروز على موقعبيزبول رفرنس.كوم (الدوري الرئيسي) (الإنجليزية)
- شاين اندروز على موقعبيزبول رفرنس.كوم (الدوري الثانوي) (الإنجليزية)
- شاين اندروز على موقع مشجعي الرسوم البيانية (الإنجليزية)